# Tympanota eucola
Tympanota eucola là một loài bướm đêm trong họ Geometridae.